# Bắn cung tại Thế vận hội Mùa hè
Bắn cung đã ra mắt tại Thế vận hội Mùa hè 1900 và đã được tranh tài trong 16 kỳ Thế vận hội. 84 quốc gia đã thi đấu trong các sự kiện bắn cung Olympic, với Pháp thường xuyên tham dự nhiều nhất tại 31 lần. Xu hướng đáng chú ý nhất là sự xuất sắc của các cung thủ Hàn Quốc, người đã giành được 23 trên tổng số 34 huy chương vàng trong các nội dung kể từ năm 1984. Nó được quản lý bởi Liên đoàn bắn cung thế giới (WA; trước đây là FITA). Bắn cung một dây là chỉ có phân môn bắn cung được đặc trưng tại Thế vận hội. Bắn cung cũng là một nội dung tại Thế vận hội Người khuyết tật Mùa hè.

## Lịch sử
Thế vận hội thứ hai, Paris 1900, đã chứng kiến tham dự đầu tiên của môn bắn cung. Bảy phân môn trong các khoảng cách khác nhau đã được tranh tài. Tại Thế vận hội Mùa hè 1904 ở St. Louis, sáu nội dung bắn cung đã được tranh tài, trong đó ba nội dung là các cuộc thi nam và ba nội dung là nữ. Đồng đội bắn cung đã được giới thiệu, cũng như bắn cung của nữ. Tại Thế vận hội Mùa hè 1908, ba nội dung bắn cung đã được tổ chức. Bắn cung không được đặc trưng tại Thế vận hội Mùa hè 1912 nhưng đã tham dự trở lại trong Thế vận hội Mùa hè 1920.
Từ năm 1920 đến năm 1972, bắn cung không được tranh tài tại Thế vận hội. Cuộc thi bắn cung đặc trưng tại Thế vận hội Mùa hè 1972 ở Munich bao gồm cuộc thi một vòng FITA đôi (từ năm 2014 được gọi là 'Vòng 1440') với hai nội dung: cá nhân nam và cá nhân nữ. Hình thức này của cuộc thi bắn cung được tổ chức cho đến Thế vận hội Mùa hè 1988, khi cuộc thi đồng đội được thêm vào và định dạng Vòng Đại FITA được sử dụng. Bắt đầu từ Thế vận hội Mùa hè 1992, Vòng Olympic với các trận đấu đối đầu đã được thông qua và được sử dụng kể từ đó.
Trong năm 1984 tại Los Angeles, Neroli Fairhall của New Zealand là vận động viên chứng liệt hai chi đầu tiên trong Thế vận hội.

## Bảng huy chương

### 1900–1920
Bảng này bao gồm các cuộc thi bắn cung vào năm 1900, 1904, 1908 và 1920. Bốn năm này diễn ra trước cuộc thi bắn cung tiêu chuẩn, hiện đại theo luật của Liên đoàn bắn cung thế giới. Họ đã được tranh tài bởi ba quốc gia nhiều nhất trong bất kỳ năm nào và được thống trị bởi các quốc gia chủ nhà trong cả hai số vận động viên tham gia và số huy chương giành được. Các quốc gia được tranh tài trong thời kỳ đó là Pháp, Bỉ, Hà Lan, Anh Quốc và Hoa Kỳ. Trong một số sự kiện ở Antwerp (1920) huy chương đồng đã không được trao.
| Hạng               | Đoàn               | Vàng | Bạc | Đồng | Tổng số |
| ------------------ | ------------------ | ---- | --- | ---- | ------- |
| 1                  | Bỉ (BEL)           | 11   | 6   | 3    | 20      |
| 2                  | Hoa Kỳ (USA)       | 6    | 6   | 6    | 18      |
| 3                  | Pháp (FRA)         | 5    | 10  | 6    | 21      |
| 4                  | Anh Quốc (GBR)     | 2    | 2   | 1    | 5       |
| 5                  | Hà Lan (NED)       | 1    | 0   | 0    | 1       |
| Tổng số (5 đơn vị) | Tổng số (5 đơn vị) | 25   | 24  | 16   | 65      |

### Từ năm 1972
Năm 1972 đánh dấu sự khởi đầu của cuộc thi bắn cung hiện đại tại Thế vận hội. Các sự kiện bắt đầu sử dụng các hình thức tiêu chuẩn hóa và nhiều quốc gia đã tranh tài.
| Hạng                | Đoàn                   | Vàng | Bạc | Đồng | Tổng số |
| ------------------- | ---------------------- | ---- | --- | ---- | ------- |
| 1                   | Hàn Quốc               | 23   | 9   | 7    | 39      |
| 2                   | Hoa Kỳ                 | 8    | 5   | 3    | 16      |
| 3                   | Ý                      | 2    | 2   | 3    | 7       |
| 4                   | Trung Quốc             | 1    | 6   | 2    | 9       |
| 5                   | Liên Xô                | 1    | 3   | 3    | 7       |
| 6                   | Ukraina                | 1    | 1   | 2    | 4       |
| 6                   | Phần Lan               | 1    | 1   | 2    | 4       |
| 8                   | Pháp                   | 1    | 1   | 1    | 3       |
| 9                   | Úc                     | 1    | 0   | 2    | 3       |
| 10                  | Tây Ban Nha            | 1    | 0   | 0    | 1       |
| 11                  | Nhật Bản               | 0    | 3   | 2    | 5       |
| 12                  | Đức                    | 0    | 2   | 1    | 3       |
| 13                  | Thụy Điển              | 0    | 2   | 0    | 2       |
| 14                  | Đài Bắc Trung Hoa      | 0    | 1   | 2    | 3       |
| 15                  | México                 | 0    | 1   | 1    | 2       |
| 15                  | Nga                    | 0    | 1   | 1    | 2       |
| 15                  | Ba Lan                 | 0    | 1   | 1    | 2       |
| 18                  | Indonesia              | 0    | 1   | 0    | 1       |
| 19                  | Anh Quốc               | 0    | 0   | 4    | 4       |
| 20                  | Đoàn thể thao hợp nhất | 0    | 0   | 2    | 2       |
| 21                  | Hà Lan                 | 0    | 0   | 1    | 1       |
| Tổng số (21 đơn vị) | Tổng số (21 đơn vị)    | 40   | 40  | 40   | 120     |

### Tất cả năm
Bảng này bao gồm các cuộc thi bắn cung vào các năm 1900, 1904, 1908, và 1920 ngoài các cuộc thi từ năm 1972 trở đi, được hiển thị ở trên.
| Hạng                | Đoàn                         | Vàng | Bạc | Đồng | Tổng số |
| ------------------- | ---------------------------- | ---- | --- | ---- | ------- |
| 1                   | Hàn Quốc (KOR)               | 23   | 9   | 7    | 39      |
| 2                   | Hoa Kỳ (USA)                 | 14   | 11  | 9    | 34      |
| 3                   | Bỉ (BEL)                     | 11   | 6   | 3    | 20      |
| 4                   | Pháp (FRA)                   | 6    | 11  | 7    | 24      |
| 5                   | Anh Quốc (GBR)               | 2    | 2   | 5    | 9       |
| 6                   | Ý (ITA)                      | 2    | 2   | 3    | 7       |
| 7                   | Trung Quốc (CHN)             | 1    | 6   | 2    | 9       |
| 8                   | Liên Xô (URS)                | 1    | 3   | 3    | 7       |
| 9                   | Phần Lan (FIN)               | 1    | 1   | 2    | 4       |
| 9                   | Ukraina (UKR)                | 1    | 1   | 2    | 4       |
| 11                  | Úc (AUS)                     | 1    | 0   | 2    | 3       |
| 12                  | Hà Lan (NED)                 | 1    | 0   | 1    | 2       |
| 13                  | Tây Ban Nha (ESP)            | 1    | 0   | 0    | 1       |
| 14                  | Nhật Bản (JPN)               | 0    | 3   | 2    | 5       |
| 15                  | Đức (GER)                    | 0    | 2   | 1    | 3       |
| 16                  | Thụy Điển (SWE)              | 0    | 2   | 0    | 2       |
| 17                  | Đài Bắc Trung Hoa (TPE)      | 0    | 1   | 2    | 3       |
| 18                  | Ba Lan (POL)                 | 0    | 1   | 1    | 2       |
| 18                  | México (MEX)                 | 0    | 1   | 1    | 2       |
| 18                  | Nga (RUS)                    | 0    | 1   | 1    | 2       |
| 21                  | Indonesia (INA)              | 0    | 1   | 0    | 1       |
| 22                  | Đoàn thể thao hợp nhất (EUN) | 0    | 0   | 2    | 2       |
| Tổng số (22 đơn vị) | Tổng số (22 đơn vị)          | 65   | 64  | 56   | 185     |

## Vòng loại
Suất vé vòng loại trong bắn cung được phân bổ cho Ủy ban Olympic Quốc gia chứ không phải cho các vận động viên cá nhân. Độ tuổi tối thiểu cho một cung thủ Olympic là 16 tuổi. Có hai cách để một NOC có thể kiếm được suất vé vòng loại: theo đồng đội hoặc theo cá nhân. Đối với mỗi giới tính, một NOC kiếm được suất vé vòng loại đồng đội có thể gửi ba cung thủ để thi đấu trong nội dung đồng đội đó; mỗi cung thủ cũng thi đấu trong cuộc thi cá nhân. Các NOC kiếm được các suất vé vòng loại cá nhân được giới hạn trong một mục duy nhất trong nội dung cá nhân.
Đối với mỗi giới tính, có 12 suất vé vòng loại đồng đội: quốc gia chủ nhà, 8 đội tuyển hàng đầu tại Giải vô địch bắn cung thế giới và 3 đội tuyển hàng đầu tại Giải đấu vòng loại đồng đội thế giới cuối cùng.
Ngoài 36 mục được trao thông qua vòng loại đồng đội, có thêm 28 suất vé vòng loại cá nhân có sẵn cho từng giới tính, nâng tổng số đối thủ trong mỗi nội dung cá nhân lên 64.
Vòng loại cho nội dung đồng đội hỗn hợp được thực hiện thông qua vòng xếp hạng tại Thế vận hội.

### Năm 2012
Đối với năm 2012, luật vòng loại được điều chỉnh một chút. Nước chủ nhà tiếp tục nhận được ba suất vé, cũng như tám đội tuyển hàng đầu tại Giải vô địch thế giới. Tuy nhiên, chỉ có 8 cá nhân nữa vượt qua vòng loại thông qua vị trí cá nhân tại Giải vô địch thế giới. Các giải đấu lục địa đã nhận được sự phân bổ không cân bằng, với châu Phi và châu Đại Dương chỉ nhận được hai suất vé vòng loại cho ba lục địa khác. Ủy ban ba bên giữ lại ba lựa chọn của mình. 13 suất vé còn lại được quyết định bởi Giải đấu vòng loại cuối cùng. Ba suất vé đồng đội bổ sung (9 suất vé cá nhân) đã được phân bổ thông qua nội dung đồng đội vòng loại cuối cùng và 4 suất vé cuối cùng thông qua giải đấu cá nhân vòng loại cuối cùng. Nếu bất kỳ NOC nào đủ điều kiện thông qua Vòng loại cuối cùng đã giành được một suất vé cá nhân, thì một suất vé nữa sẽ được thêm vào hạn ngạch vòng loại cuối cùng cá nhân.

### Năm 2016
Châu Phi đã nhận được 3 suất vé vòng loại trong các giải đấu lục địa, khiến châu Đại Dương là chỉ có lục địa nhận được 2 suất vé chứ không phải 3.

### Năm 2020
Đối với Thế vận hội 2020, năm Đại hội thể thao lục địa đã được thêm vào lộ trình vòng loại. NOC chiến thắng trong nội dung đồng đội hỗn hợp ở mỗi trong số năm người nhận được một suất vé phân bổ cho mỗi giới tính; cũng có một suất vé hạn ngạch cho mỗi giới tính cho những người chiến thắng nội dung cá nhân tại Đại hội Thể thao châu Á, châu Âu và Liên châu Mỹ. Giải vô địch thế giới phân bổ đã giảm xuống còn 4 cho mỗi giới tính và phân bổ của Ủy ban ba bên đã giảm xuống còn 2 cho mỗi giới tính. Giải đấu lục địa châu Âu đã nhận được một suất vé bổ sung (lên đến 4) với chi phí của châu Đại Dương (giảm xuống 1) và châu Phi (giảm xuống 2). Phân bổ cơ sở cho giải đấu vòng loại cá nhân cuối cùng đã giảm xuống chỉ còn 1 cho mỗi giới tính, mặc dù giải đấu này cũng phân bổ lại các suất vé hạn ngạch không sử dụng.

## Cuộc thi đấu
Từ năm 1988 đến năm 2016, môn bắn cung Olympic bao gồm bốn nội dung huy chương: cá nhân nam, cá nhân nữ, đồng đội nam và đồng đội nữ. Nội dung đồng đội hỗn hợp đang được thêm vào năm 2020. Trong tất cả năm nội dung, khoảng cách từ cung thủ đến mục tiêu là 70 mét.

### Cá nhân
Trong các cuộc thi cá nhân, 64 cung thủ thi đấu. Cuộc thi bắt đầu với vòng xếp hạng. Mỗi cung thủ bắn 72 mũi tên (trong sáu đầu mút, hoặc các bảng, gồm 12 mũi tên). Chúng được xếp hạng theo điểm số để xác định hạt giống của chúng cho sơ đồ vòng sơ loại duy nhất. Sau này, thứ hạng cuối cùng cho mỗi cung thủ được xác định bởi điểm số của cung thủ trong vòng này mà cung thủ bị đánh bại, với các cung thủ bị đánh bại trong vòng đầu tiên đang được xếp hạng 33 đến hạng 64.

#### Trước năm 2008
Vòng sơ loại đầu tiên đánh bại cung thủ xếp hạng đầu tiên so với sáu mươi tư, thứ hai so với sáu mươi ba, v.v. Trong trận đấu này cũng như lần thứ hai và thứ ba, cung thủ bắn đồng loạt 18 mũi tên vào cuối 3 mũi tên. Cung thủ có điểm số cao hơn sau 18 mũi tên chuyển sang vòng tiếp theo trong khi người thua cuộc bị loại.
Sau ba vòng như vậy, có 8 cung thủ còn lại. Ba vòng còn lại (tứ kết, bán kết và tranh huy chương) được gọi là vòng chung kết. Chúng bao gồm mỗi cung thủ bắn 12 mũi tên, một lần nữa ở cuối 3 mũi tên. Hai cung thủ trong trận đấu xen kẽ bằng mũi tên thay vì bắn mũi tên của họ đồng thời như trong ba vòng đầu tiên. Những người thua cuộc ở tứ kết bị loại, trong khi những người thua cuộc ở trận bán kết thi đấu với nhau để xác định huy chương đồng và vị trí thứ tư. Hai cung thủ bất bại qua trận bán kết phải đối mặt với nhau trong trận tranh huy chương vàng, trong đó người chiến thắng giành huy chương vàng trong khi người thua nhận huy chương bạc.

#### Thay đổi năm 2008
Tất cả các trận đấu trong năm 2008 đều ở thể thức vòng chung kết trước đó, sử dụng 12 trận đấu mũi tên. Cung thủ bắn luân phiên bằng mũi tên.

#### Thay đổi năm 2012
Hệ thống trận đấu cá nhân đã được đại tu hoàn toàn cho Thế vận hội 2012, mặc dù việc vòng sơ loại duy nhất với thể thức trận tranh huy chương đồng vẫn được giữ lại. Các trận đấu bây giờ bao gồm các set. Mỗi set gồm cả cung thủ bắn ba mũi tên. Cung thủ có điểm số tốt nhất trong set nhận được hai điểm; nếu set được trận hòa, mỗi cung thủ nhận được một điểm. Trận đấu sẽ tiếp tục cho đến khi một cung thủ đạt được sáu điểm. Nếu trận đấu được bị hòa sau năm set, một mũi tên duy nhất bắn ra được tổ chức với mũi tên gần nhất để chiến thắng trung tâm.

### Đồng đội
Nội dung đồng đội sử dụng kết quả của vòng xếp hạng tương tự như cuộc thi cá nhân để xác định hạt giống cho các đội tuyển. Điểm số ba cung thủ cá nhân của đồng đội được tổng hợp để có được điểm số vòng xếp hạng đồng đội. Cuộc thi sau đó là một sơ đồ vòng sơ loại duy nhất, với 4 đội hàng đầu nhận được một lời tạm biệt vào tứ kết. Những người thua trận bán kết phải đối mặt với nhau trong trận tranh huy chương đồng. Thể thức set từ cuộc thi cá nhân không được sử dụng vào năm 2012, nhưng được sử dụng khởi đầu vào năm 2016. Trong các trận đấu đồng đội trước năm 2016, mỗi cung thủ bắn 8 mũi tên, với điểm số đồng đội tổng thể tốt nhất (cho tổng số 24 mũi tên) chiến thắng trận đấu. Bắt đầu từ năm 2016, thể thức set (với mỗi cung thủ bắn hai mũi tên cho mỗi set cho tổng số sáu mũi tên cho mỗi đội mỗi set) được sử dụng.

### Đồng đội hỗn hợp
Cuộc thi đồng đội hỗn hợp sử dụng kết quả của vòng xếp hạng cho cả đội đủ điều kiện và hạt giống. Mỗi đội tuyển trong số 16 đội tuyển thi đấu bao gồm một nam và một nữ. 

## Các nội dung

### Đại hội thể thao đầu năm
Các cuộc thi bắn cung Olympic đầu năm có các nội dung duy nhất cho mỗi kỳ Thế vận hội.
| 1900 | 1904 | 1908                                                                             | 1912          | 1920 |
| --- | --- | -------------------------------------------------------------------------------- | ------------- | --- |
| 6 nội dung, chỉ có nam | 6 nội dung, nam và nữ | 3 nội dung, nam và nữ                                                            | không tổ chức | 10 nội dung, chỉ có nam |
| - Au Cordon Doré, 50 metres - Au Cordon Doré, 33 metres - Au Chapelet, 50 metres - Au Chapelet, 33 metres - Sur la Perche à la Herse - Sur la Perche à la Pyramide | - Team round, men - Team round, women - Double American round, men - Double Columbia round, women - Double National round, women - Double York round, men | - Double National round, women - Double York round, men - Continental style, men |               | - Individual fixed large bird - Individual fixed small bird - Individual moving bird, 50 metres - Individual moving bird, 33 metres - Individual moving bird, 28 metres - Team fixed large bird - Team fixed small bird - Team moving bird, 50 metres - Team moving bird, 33 metres - Team moving bird, 28 metres |

### Đại hội thể thao hiện đại
| Chương trình hiện tại |    |    |    |    |    |    |    |    |    |    |    |    |    |        |
| Nội dung              | 72 | 76 | 80 | 84 | 88 | 92 | 96 | 00 | 04 | 08 | 12 | 16 | 20 | Số năm |
| Cá nhân nam           | X  | X  | X  | X  | X  | X  | X  | X  | X  | X  | X  | X  | X  | 13     |
| Đồng đội nam          | –  | –  | –  | –  | X  | X  | X  | X  | X  | X  | X  | X  | X  | 9      |
| Cá nhân nữ            | X  | X  | X  | X  | X  | X  | X  | X  | X  | X  | X  | X  | X  | 13     |
| Đồng đội nữ           | –  | –  | –  | –  | X  | X  | X  | X  | X  | X  | X  | X  | X  | 9      |
| Đồng đội hỗn hợp      | –  | –  | –  | –  | –  | –  | –  | –  | –  | –  | –  | –  | X  | 1      |
|                       |    |    |    |    |    |    |    |    |    |    |    |    |    |        |
| Nội dung              | 2  | 2  | 2  | 2  | 4  | 4  | 4  | 4  | 4  | 4  | 4  | 4  | 5  | 45     |

## Các quốc gia đang tham gia
Các quốc gia sau đây đã diễn ra cuộc thi bắn cung.
| 96 |  | Trong các tiêu đề bảng, biểu thị năm Đại hội, từ năm 1896 đến năm 2012                                            |
| 3  |  | Số cung thủ tham gia vào Đại hội thể thao được chỉ định                                                           |
|    |  | Bắn cung không thi đấu trong những năm này                                                                        |
|    |  | Nước chủ nhà cho Đại hội thể thao được chỉ định                                                                   |
|    |  | NOC đã không tranh tài trong Đại hội thể thao hoặc bị thay thế hoặc đi trước bởi các NOC khác trong những năm này |

| Argentina (ARG)              |              |              |              |           |           |           |           |           | 2         |           |     |     |     |     |     |     | 1      |  |  |  |  |  |  |  |  |  |  |  |  |
| Úc (AUS)                     |              |              | ANZ          |           | 3         | 4         | 3         | 2         | 3         | 3         | 5   | 6   | 6   | 5   | 2   | 4   | 12     |  |  |  |  |  |  |  |  |  |  |  |  |
| Áo (AUT)                     |              |              |              |           |           | 1         | 1         | 1         |           |           |     |     |     |     |     | 1   | 4      |  |  |  |  |  |  |  |  |  |  |  |  |
| Azerbaijan (AZE)             | Đế quốc Nga  | Đế quốc Nga  | Đế quốc Nga  | Liên Xô   | Liên Xô   | Liên Xô   | Liên Xô   | Liên Xô   | Liên Xô   | EUN       |     |     |     |     |     | 1   | 1      |  |  |  |  |  |  |  |  |  |  |  |  |
| Bangladesh (BAN)             |              |              |              |           |           |           |           |           |           |           |     |     |     |     | 1   | 1   | 2      |  |  |  |  |  |  |  |  |  |  |  |  |
| Belarus (BLR)                | Đế quốc Nga  | Đế quốc Nga  | Đế quốc Nga  | Liên Xô   | Liên Xô   | Liên Xô   | Liên Xô   | Liên Xô   | Liên Xô   | EUN       | 2   | 2   | 2   | 2   | 1   | 1   | 6      |  |  |  |  |  |  |  |  |  |  |  |  |
| Bỉ (BEL)                     | 18           |              |              | 14        | 3         | 2         | 2         | 5         | 3         | 1         | 1   | 1   |     |     |     | 1   | 11     |  |  |  |  |  |  |  |  |  |  |  |  |
| Bhutan (BHU)                 |              |              |              |           |           |           |           | 6         | 3         | 6         | 2   | 2   | 2   | 2   | 1   | 1   | 9      |  |  |  |  |  |  |  |  |  |  |  |  |
| Brasil (BRA)                 |              |              |              |           |           |           | 2         | 1         | 2         | 2         |     |     |     | 1   | 1   | 6   | 7      |  |  |  |  |  |  |  |  |  |  |  |  |
| Bulgaria (BUL)               |              |              |              |           |           |           | 2         |           |           | 1         | 1   |     | 1   | 1   | 1   |     | 6      |  |  |  |  |  |  |  |  |  |  |  |  |
| Canada (CAN)                 |              |              |              |           | 6         | 4         |           | 3         | 4         | 3         | 3   | 1   | 2   | 4   | 2   | 2   | 11     |  |  |  |  |  |  |  |  |  |  |  |  |
| Trung Phi (CAF)              |              |              |              |           |           |           |           |           |           |           |     | 1   |     |     |     |     | 1      |  |  |  |  |  |  |  |  |  |  |  |  |
| Chile (CHI)                  |              |              |              |           |           |           |           |           |           |           |     | 1   |     |     | 1   | 1   | 3      |  |  |  |  |  |  |  |  |  |  |  |  |
| Trung Quốc (CHN)             |              |              |              |           |           |           |           | 6         | 6         | 6         | 6   | 6   | 5   | 6   | 6   | 6   | 9      |  |  |  |  |  |  |  |  |  |  |  |  |
| Đài Bắc Trung Hoa (TPE)      |              |              |              |           | 1         |           |           | 2         | 6         | 3         | 6   | 3   | 6   | 6   | 6   | 6   | 10     |  |  |  |  |  |  |  |  |  |  |  |  |
| Colombia (COL)               |              |              |              |           |           |           |           | 1         |           | 1         |     |     |     | 3   | 2   | 4   | 5      |  |  |  |  |  |  |  |  |  |  |  |  |
| Costa Rica (CRC)             |              |              |              |           |           | 2         | 2         |           |           | 1         |     |     |     |     |     |     | 3      |  |  |  |  |  |  |  |  |  |  |  |  |
| Cuba (CUB)                   |              |              |              |           |           |           |           |           |           |           |     | 4   | 1   | 1   | 1   | 1   | 5      |  |  |  |  |  |  |  |  |  |  |  |  |
| Síp (CYP)                    |              |              |              |           |           |           |           |           |           | 1         |     |     |     | 1   |     |     | 2      |  |  |  |  |  |  |  |  |  |  |  |  |
| Cộng hòa Séc (CZE)           | Bohemia      | Bohemia      | Bohemia      | Tiệp Khắc | Tiệp Khắc | Tiệp Khắc | Tiệp Khắc | Tiệp Khắc | Tiệp Khắc | Tiệp Khắc |     |     |     | 2   |     |     | 1      |  |  |  |  |  |  |  |  |  |  |  |  |
| Tiệp Khắc (TCH)              | Bohemia      | Bohemia      | Bohemia      |           |           |           | 3         |           |           | 1         |     |     |     |     |     |     | 2      |  |  |  |  |  |  |  |  |  |  |  |  |
| Đan Mạch (DEN)               |              |              |              |           | 4         | 1         |           |           | 3         | 3         |     | 1   | 1   | 2   | 3   |     | 8      |  |  |  |  |  |  |  |  |  |  |  |  |
| Cộng hòa Dominica (DOM)      |              |              |              |           |           |           |           |           |           |           |     |     |     |     |     | 1   | 1      |  |  |  |  |  |  |  |  |  |  |  |  |
| Ai Cập (EGY)                 |              |              |              |           |           |           |           |           |           |           |     | 1   | 4   | 2   | 2   | 2   | 5      |  |  |  |  |  |  |  |  |  |  |  |  |
| El Salvador (ESA)            |              |              |              |           |           |           |           |           |           |           |     | 1   | 1   |     |     |     | 2      |  |  |  |  |  |  |  |  |  |  |  |  |
| Estonia (EST)                | Đế quốc Nga  | Đế quốc Nga  | Đế quốc Nga  |           | Liên Xô   | Liên Xô   | Liên Xô   | Liên Xô   | Liên Xô   | 1         | 1   |     |     |     | 1   | 1   | 4      |  |  |  |  |  |  |  |  |  |  |  |  |
| Fiji (FIJ)                   |              |              |              |           |           |           |           |           |           |           |     |     | 1   |     | 1   | 1   | 3      |  |  |  |  |  |  |  |  |  |  |  |  |
| Phần Lan (FIN)               |              |              |              |           | 3         | 2         | 4         | 5         | 6         | 3         | 3   | 3   | 1   | 1   |     | 2   | 11     |  |  |  |  |  |  |  |  |  |  |  |  |
| Pháp (FRA)                   | 129          |              | 15           | 8         | 5         | 2         |           | 2         | 6         | 6         | 4   | 5   | 6   | 5   | 4   | 3   | 14     |  |  |  |  |  |  |  |  |  |  |  |  |
| Gruzia (GEO)                 | Đế quốc Nga  | Đế quốc Nga  | Đế quốc Nga  | Liên Xô   | Liên Xô   | Liên Xô   | Liên Xô   | Liên Xô   | Liên Xô   | EUN       | 1   | 3   | 2   | 2   | 1   | 3   | 6      |  |  |  |  |  |  |  |  |  |  |  |  |
| Đức (GER)                    |              |              |              |           |           |           |           |           |           | 6         | 3   | 4   | 4   | 2   | 2   | 2   | 7      |  |  |  |  |  |  |  |  |  |  |  |  |
| Tây Đức (FRG)                | Đức          | Đức          | Đức          | Đức       | 4         | 3         |           | 5         | 6         | Đức       | Đức | Đức | Đức | Đức | Đức | Đức | 4      |  |  |  |  |  |  |  |  |  |  |  |  |
| Anh Quốc (GBR)               |              |              | 41           |           | 6         | 4         | 4         | 6         | 6         | 6         | 3   | 3   | 4   | 6   | 6   | 2   | 13     |  |  |  |  |  |  |  |  |  |  |  |  |
| Hy Lạp (GRE)                 |              |              |              |           |           |           |           |           |           |           |     | 1   | 6   | 2   | 1   | 1   | 5      |  |  |  |  |  |  |  |  |  |  |  |  |
| Guam (GUM)                   |              |              |              |           |           |           |           |           |           | 1         |     |     |     |     |     |     | 1      |  |  |  |  |  |  |  |  |  |  |  |  |
| Hồng Kông (HKG)              |              |              |              |           |           |           |           | 6         | 3         | 1         |     |     |     |     | 1   |     | 4      |  |  |  |  |  |  |  |  |  |  |  |  |
| Hungary (HUN)                |              |              |              |           | 2         |           | 4         |           |           | 3         | 2   |     |     |     |     |     | 4      |  |  |  |  |  |  |  |  |  |  |  |  |
| Ấn Độ (IND)                  |              |              |              |           |           |           |           |           | 3         | 3         | 2   |     | 6   | 4   | 6   | 4   | 7      |  |  |  |  |  |  |  |  |  |  |  |  |
| Indonesia (INA)              |              |              |              |           | 1         | 2         |           | 2         | 4         | 4         | 3   | 1   | 2   | 2   | 1   | 4   | 11     |  |  |  |  |  |  |  |  |  |  |  |  |
| Iran (IRI)                   |              |              |              |           |           |           |           |           |           |           |     |     |     | 2   | 2   | 1   | 3      |  |  |  |  |  |  |  |  |  |  |  |  |
| Iraq (IRQ)                   |              |              |              |           |           |           |           |           |           |           |     |     |     |     | 1   |     | 1      |  |  |  |  |  |  |  |  |  |  |  |  |
| Ireland (IRL)                |              |              |              |           |           | 1         | 3         | 2         | 3         | 1         | 1   |     |     |     |     |     | 6      |  |  |  |  |  |  |  |  |  |  |  |  |
| Ý (ITA)                      |              |              |              |           | 3         | 4         | 3         | 3         | 3         | 4         | 6   | 6   | 4   | 6   | 6   | 6   | 12     |  |  |  |  |  |  |  |  |  |  |  |  |
| Bờ Biển Ngà (CIV)            |              |              |              |           |           |           |           |           |           |           |     |     |     |     | 1   | 1   | 2      |  |  |  |  |  |  |  |  |  |  |  |  |
| Nhật Bản (JPN)               |              |              |              |           | 4         | 4         |           | 5         | 6         | 6         | 5   | 5   | 6   | 5   | 6   | 4   | 11     |  |  |  |  |  |  |  |  |  |  |  |  |
| Jordan (JOR)                 |              |              |              |           |           |           |           |           | 1         |           |     |     |     |     |     |     | 1      |  |  |  |  |  |  |  |  |  |  |  |  |
| Kazakhstan (KAZ)             | Đế quốc Nga  | Đế quốc Nga  | Đế quốc Nga  | Liên Xô   | Liên Xô   | Liên Xô   | Liên Xô   | Liên Xô   | Liên Xô   | EUN       | 6   | 4   | 3   | 1   | 2   | 2   | 6      |  |  |  |  |  |  |  |  |  |  |  |  |
| Kenya (KEN)                  |              |              |              |           |           |           |           |           |           |           | 2   | 1   |     |     |     | 1   | 3      |  |  |  |  |  |  |  |  |  |  |  |  |
| CHDCND Triều Tiên (PRK)      |              |              |              |           |           | 2         | 3         |           |           | 3         |     | 1   |     | 2   | 1   | 1   | 7      |  |  |  |  |  |  |  |  |  |  |  |  |
| Hàn Quốc (KOR)               |              |              |              |           | 3         |           |           | 6         | 6         | 6         | 6   | 6   | 6   | 6   | 6   | 6   | 10     |  |  |  |  |  |  |  |  |  |  |  |  |
| Lào (LAO)                    |              |              |              |           |           |           |           |           |           |           |     |     | 1   |     |     |     | 1      |  |  |  |  |  |  |  |  |  |  |  |  |
| Libya (LBA)                  |              |              |              |           |           |           |           |           |           |           |     |     |     |     |     | 1   | 1      |  |  |  |  |  |  |  |  |  |  |  |  |
| Luxembourg (LUX)             |              |              |              |           | 2         |           | 1         | 3         | 1         | 1         |     |     | 1   |     | 1   |     | 6      |  |  |  |  |  |  |  |  |  |  |  |  |
| Malawi (MAW)                 |              |              |              |           |           |           |           |           |           |           |     |     |     |     |     | 1   | 1      |  |  |  |  |  |  |  |  |  |  |  |  |
| Malaysia (MAS)               |              |              |              |           |           |           |           |           |           |           |     |     | 1   | 3   | 4   | 3   | 4      |  |  |  |  |  |  |  |  |  |  |  |  |
| Malta (MLT)                  |              |              |              |           |           |           | 2         | 1         | 1         |           |     |     |     |     |     |     | 3      |  |  |  |  |  |  |  |  |  |  |  |  |
| Mauritius (MRI)              |              |              |              |           |           |           |           |           |           |           |     | 1   | 1   | 1   |     |     | 3      |  |  |  |  |  |  |  |  |  |  |  |  |
| México (MEX)                 |              |              |              |           | 6         |           |           | 2         | 4         | 4         | 3   | 2   | 3   | 4   | 6   | 4   | 10     |  |  |  |  |  |  |  |  |  |  |  |  |
| Moldova (MDA)                | Đế quốc Nga  | Đế quốc Nga  | Đế quốc Nga  | ROU       | Liên Xô   | Liên Xô   | Liên Xô   | Liên Xô   | Liên Xô   | EUN       | 1   |     |     |     | 1   | 1   | 3      |  |  |  |  |  |  |  |  |  |  |  |  |
| Monaco (MON)                 |              |              |              |           |           |           |           | 1         | 1         |           |     |     |     |     |     |     | 2      |  |  |  |  |  |  |  |  |  |  |  |  |
| Mông Cổ (MGL)                |              |              |              |           | 3         | 4         | 4         |           | 3         | 1         | 1   |     |     |     | 2   | 1   | 7      |  |  |  |  |  |  |  |  |  |  |  |  |
| Maroc (MAR)                  |              |              |              |           |           |           |           |           |           |           |     |     |     | 1   |     |     | 1      |  |  |  |  |  |  |  |  |  |  |  |  |
| Myanmar (MYA)                |              |              |              |           |           |           |           |           |           |           |     | 1   | 1   | 1   | 1   | 1   | 5      |  |  |  |  |  |  |  |  |  |  |  |  |
| Nepal (NEP)                  |              |              |              |           |           |           |           |           |           |           |     |     |     |     |     | 1   | 1      |  |  |  |  |  |  |  |  |  |  |  |  |
| Hà Lan (NED)                 | 6            |              |              | 8         |           |           | 2         | 2         | 3         | 6         | 2   | 3   | 3   |     | 1   | 3   | 11     |  |  |  |  |  |  |  |  |  |  |  |  |
| New Zealand (NZL)            |              |              | ANZ          |           | 1         |           |           | 3         | 1         | 1         | 1   | 2   | 1   |     |     |     | 7      |  |  |  |  |  |  |  |  |  |  |  |  |
| Na Uy (NOR)                  |              |              |              |           | 4         | 1         |           | 1         |           | 1         | 1   | 4   |     |     | 1   | 1   | 8      |  |  |  |  |  |  |  |  |  |  |  |  |
| Philippines (PHI)            |              |              |              |           | 3         |           |           |           | 2         |           |     | 1   | 1   | 1   | 2   |     | 6      |  |  |  |  |  |  |  |  |  |  |  |  |
| Ba Lan (POL)                 |              |              |              |           | 4         | 4         | 3         |           | 3         | 6         | 4   | 5   | 4   | 6   | 2   | 1   | 11     |  |  |  |  |  |  |  |  |  |  |  |  |
| Bồ Đào Nha (POR)             |              |              |              |           |           |           |           | 1         | 3         | 1         | 1   | 1   |     | 1   |     |     | 6      |  |  |  |  |  |  |  |  |  |  |  |  |
| Puerto Rico (PUR)            |              |              |              |           | 1         | 2         |           | 1         | 2         |           | 1   |     |     |     |     |     | 5      |  |  |  |  |  |  |  |  |  |  |  |  |
| Qatar (QAT)                  |              |              |              |           |           |           |           |           |           |           |     |     |     | 1   |     |     | 1      |  |  |  |  |  |  |  |  |  |  |  |  |
| România (ROU)                |              |              |              |           |           |           | 4         |           |           |           |     |     |     | 1   |     |     | 2      |  |  |  |  |  |  |  |  |  |  |  |  |
| Nga (RUS)                    | Đế quốc Nga  | Đế quốc Nga  | Đế quốc Nga  | Liên Xô   | Liên Xô   | Liên Xô   | Liên Xô   | Liên Xô   | Liên Xô   | EUN       | 6   | 4   | 5   | 5   | 3   | 3   | 6      |  |  |  |  |  |  |  |  |  |  |  |  |
| Samoa (SAM)                  |              |              |              |           |           |           |           |           |           |           |     |     |     | 1   | 1   |     | 2      |  |  |  |  |  |  |  |  |  |  |  |  |
| San Marino (SMR)             |              |              |              |           |           |           |           |           |           | 1         | 1   |     |     |     | 1   |     | 3      |  |  |  |  |  |  |  |  |  |  |  |  |
| Ả Rập Xê Út (KSA)            |              |              |              |           |           |           |           | 3         | 2         |           |     |     |     |     |     |     | 2      |  |  |  |  |  |  |  |  |  |  |  |  |
| Slovakia (SVK)               | Hungary      | Hungary      | Hungary      | Tiệp Khắc | Tiệp Khắc | Tiệp Khắc | Tiệp Khắc | Tiệp Khắc | Tiệp Khắc | Tiệp Khắc |     |     |     |     |     | 2   | 1      |  |  |  |  |  |  |  |  |  |  |  |  |
| Slovenia (SLO)               | Áo / Hungary | Áo / Hungary | Áo / Hungary | Nam Tư    | Nam Tư    | Nam Tư    | Nam Tư    | Nam Tư    | Nam Tư    | 1         | 3   | 1   |     |     | 1   |     | 4      |  |  |  |  |  |  |  |  |  |  |  |  |
| Quần đảo Solomon (SOL)       |              |              |              |           |           |           |           |           | 1         |           |     |     |     |     |     |     | 1      |  |  |  |  |  |  |  |  |  |  |  |  |
| Nam Phi (RSA)                |              |              |              |           |           |           |           |           |           | 2         | 3   | 2   | 1   | 1   | 1   |     | 6      |  |  |  |  |  |  |  |  |  |  |  |  |
| Liên Xô (URS)                | Đế quốc Nga  | Đế quốc Nga  | Đế quốc Nga  |           | 6         | 3         | 4         |           | 6         | EUN       |     |     |     |     |     |     | 4      |  |  |  |  |  |  |  |  |  |  |  |  |
| Đoàn thể thao hợp nhất (EUN) | Đế quốc Nga  | Đế quốc Nga  | Đế quốc Nga  | URS       | Liên Xô   | Liên Xô   | Liên Xô   | Liên Xô   | Liên Xô   | 6         | 1   |     |     |     |     |     |        |  |  |  |  |  |  |  |  |  |  |  |  |
| Tây Ban Nha (ESP)            |              |              |              |           | 2         |           | 2         | 4         | 4         | 4         | 1   | 1   | 2   | 1   | 2   | 4   | 11     |  |  |  |  |  |  |  |  |  |  |  |  |
| Thụy Điển (SWE)              |              |              |              |           | 5         | 4         | 3         | 5         | 6         | 3         | 6   | 6   | 3   | 1   | 1   | 1   | 12     |  |  |  |  |  |  |  |  |  |  |  |  |
| Thụy Sĩ (SUI)                |              |              |              |           | 4         |           | 4         | 3         | 2         |           |     |     |     | 1   | 2   |     | 6      |  |  |  |  |  |  |  |  |  |  |  |  |
| Tajikistan (TJK)             | Đế quốc Nga  | Đế quốc Nga  | Đế quốc Nga  | Liên Xô   | Liên Xô   | Liên Xô   | Liên Xô   | Liên Xô   | Liên Xô   | EUN       |     |     | 1   | 1   |     |     | 2      |  |  |  |  |  |  |  |  |  |  |  |  |
| Thái Lan (THA)               |              |              |              |           |           | 3         |           | 2         |           |           |     |     |     |     | 1   | 1   | 4      |  |  |  |  |  |  |  |  |  |  |  |  |
| Tonga (TGA)                  |              |              |              |           |           |           |           |           |           |           |     |     | 1   |     |     | 2   | 2      |  |  |  |  |  |  |  |  |  |  |  |  |
| Thổ Nhĩ Kỳ (TUR)             |              |              |              |           |           |           |           | 2         | 6         | 6         | 4   | 6   | 4   | 2   | 1   | 2   | 9      |  |  |  |  |  |  |  |  |  |  |  |  |
| Uganda (UGA)                 |              |              |              |           |           |           |           |           |           |           |     | 1   |     |     |     |     | 1      |  |  |  |  |  |  |  |  |  |  |  |  |
| Ukraina (UKR)                | Đế quốc Nga  | Đế quốc Nga  | Đế quốc Nga  | Liên Xô   | Liên Xô   | Liên Xô   | Liên Xô   | Liên Xô   | Liên Xô   | EUN       | 6   | 6   | 6   | 5   | 6   | 4   | 6      |  |  |  |  |  |  |  |  |  |  |  |  |
| Hoa Kỳ (USA)                 |              | 29           | 1            |           | 6         | 4         |           | 6         | 6         | 5         | 6   | 6   | 6   | 5   | 6   | 4   | 13     |  |  |  |  |  |  |  |  |  |  |  |  |
| Vanuatu (VAN)                |              |              |              |           |           |           |           |           |           |           |     | 1   |     |     |     |     | 1      |  |  |  |  |  |  |  |  |  |  |  |  |
| Venezuela (VEN)              |              |              |              |           |           |           |           |           |           |           |     |     |     | 1   | 2   | 2   | 3      |  |  |  |  |  |  |  |  |  |  |  |  |
| Nam Tư (YUG)                 |              |              |              |           |           | 1         | 1         |           |           |           |     |     |     |     |     |     | 2      |  |  |  |  |  |  |  |  |  |  |  |  |
| Zimbabwe (ZIM)               |              |              |              |           |           |           | 1         |           | 4         |           |     |     |     |     |     | 1   | 3      |  |  |  |  |  |  |  |  |  |  |  |  |
|                              |              |              |              |           |           |           |           |           |           |           |     |     |     |     |     |     |        |  |  |  |  |  |  |  |  |  |  |  |  |
| Số quốc gia                  | 3            | 1            | 3            | 3         | 27        | 24        | 25        | 35        | 41        | 44        | 41  | 46  | 43  | 49  | 55  | 56  | 98     |  |  |  |  |  |  |  |  |  |  |  |  |
| Số cung thủ                  | 153          | 29           | 57           | 30        | 95        | 64        | 67        | 109       | 146       | 135       | 125 | 128 | 128 | 128 | 128 | 128 |        |  |  |  |  |  |  |  |  |  |  |  |  |
| Năm                          | 00           | 04           | 08           | 20        | 72        | 76        | 80        | 84        | 88        | 92        | 96  | 00  | 04  | 08  | 12  | 16  | Số năm |  |  |  |  |  |  |  |  |  |  |  |  |

## Kỷ lục
Các kỷ lục Olympic về bắn cung là cho thể thức thi đấu được thành lập vào năm 1992.
Nam
| Mũi tên #               | Cung thủ                                                    | Tỷ số | Đại hội |
| ----------------------- | ----------------------------------------------------------- | ----- | ------- |
| 72 (xếp hạng)           | Kim Woo-jin (KOR)                                           | 700   | 2016    |
| 18                      | Park Kyung-mo (KOR)                                         | 173   | 2004    |
| 12                      | Lee Chang-hwan (KOR)                                        | 117   | 2008    |
| 36 (chung kết)          | Tim Cuddihy (AUS)                                           | 340   | 2004    |
| 216 (xếp hạng đồng đội) | Hàn Quốc (KOR) · Im Dong-Hyun · Kim Bub-Min · Oh Jin-Hyek   | 2087  | 2012    |
| 27 (đồng đội)           | Hàn Quốc (KOR) · Jang Yong-ho · Oh Kyo-moon · Kim Chung-tae | 258   | 2000    |
| 54 (chung kết đồng đội) | Hoa Kỳ (USA) · Justin Huish · Butch Johnson · Rod White     | 502   | 1996    |

Nữ
| Mũi tên #               | Cung thủ                                                     | Tỷ số | Đại hội |
| ----------------------- | ------------------------------------------------------------ | ----- | ------- |
| 72 (xếp hạng)           | Park Sung-hyun (KOR)                                         | 682   | 2004    |
| 18                      | Yun Mi-jin (KOR)                                             | 173   | 2000    |
| 18                      | Yun Mi-jin (KOR)                                             | 173   | 2004    |
| 12                      | Park Sung-hyun (KOR)                                         | 115   | 2008    |
| 36 (chung kết)          | Kim Nam-soon (KOR)                                           | 334   | 2000    |
| 215 (xếp hạng đồng đội) | Hàn Quốc (KOR) · Park Sung-hyun · Lee Sung-jin · Yun Mi-jin  | 2030  | 2004    |
| 27 (đồng đội)           | Hàn Quốc (KOR) · Kim Soo-nyung · Kim Nam-soon · Yun Mi-jin   | 252   | 2000    |
| 54 (chung kết đồng đội) | Hàn Quốc (KOR) · Kim Soo-nyung · Kim Nam-soon · Yun Mi-jin   | 502   | 2000    |
| 24 (chung kết đồng đội) | Hàn Quốc (KOR) · Park Sung-hyun · Joo Hyun-jung · Yun Ok-hee | 231   | 2008    |